# 3-я ударная авиационная группа
3-я ударная авиационная группа — оперативная авиационная группа в Великой Отечественной войне, созданная для решения оперативных (оперативно-тактических) задач самостоятельно и в составе фронтов во взаимодействии с войсками (силами) и средствами других видов вооруженных сил (родов войск (сил)) в операциях сухопутных войск и военно-морских сил.

## Наименование
- 3-я ударная авиационная группа;

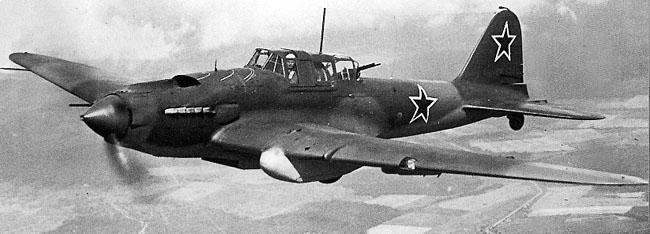
самолет группы Ил-2

- 244-я бомбардировочная авиационная дивизия (28.06.1942 г.);
- 244-я бомбардировочная авиационная Краснознамённая дивизия (14.09.1945 г.);
- 244-я бомбардировочная авиационная Лозовская Краснознамённая дивизия (23.09.1943 г.);
- 244-я бомбардировочная авиационная Лозовская Краснознамённая ордена Богдана Хмельницкого дивизия.

## Создание группы
3-я ударная авиационная группа сформирована 19 марта 1942 года на основании Приказа ГК ВВС КА от 16 марта 1942 года.

## Переформирование группы
3-я ударная группа 28 июня 1942 года Приказом НКО № 00123 от 12 июня 1942 года была обращена на формирование 244-й бомбардировочной авиационной дивизии.

## В действующей армии
В составе действующей армии:
- с 19 марта 1942 года по  29 мая 1942 года.

## Командир группы
| Звание                | Имя                         | Период                  | Примечание |
| --------------------- | --------------------------- | ----------------------- | --- |
| Генерал-майор авиации | Горбацевич Леонид Антонович | 19.03.1942 — 28.06.1942 | 26 июля 1942 года около 7 часов утра возле КП 60-й армии северо-восточнее Воронежа от взрывов бомб, сброшенными двумя Ме-109, получил множественные осколочные ранения, от которых умер спустя три часа. Похоронен в городе Мичуринск Тамбовской области |

## В составе соединений и объединений
| Период        | Фронт (округ) | армия                           | примечание                                        |
| ------------- | ------------- | ------------------------------- | ------------------------------------------------- |
| 19.03.1942 г. | Ставка ВГК    | Ударные авиационные группы СВГК |                                                   |
| 22.03.1942 г. | Ставка ВГК    | Ударные авиационные группы СВГК | в оперативном подчинении ВВС Юго-Западного фронта |
| 01.06.1942 г. | Ставка ВГК    | Ударные авиационные группы СВГК | переформирована                                   |

## Состав
| Период                        | Части                                           | Примечание                    |
| ----------------------------- | ----------------------------------------------- | ----------------------------- |
| 24.03.1942 г. — 01.06.1942 г. | 146-й истребительный авиационный полк           | Як-1, убыл в 3-я забр         |
| 07.04.1942 г. — 30.05.1942 г. | 789-й истребительный авиационный полк           | ЛаГГ-3, передан в ВВС фронта  |
| 20.05.1942 г. — 10.06.1942 г. | 770-й истребительный авиационный полк           | Як-1, убыл в 8-й зиап         |
| 26.04.1942 г. — 22.05.1942 г. | 581-й истребительный авиационный полк           | Як-1, убыл в 8-й зиап         |
| 18.05.1942 г. — 29.05.1942 г. | 248-й истребительный авиационный полк           | Як-1, убыл в состав 220-й иад |
| 19.03.1942 г. — 29.05.1942 г. | 211-й штурмовой авиационный полк                | Ил-2                          |
| 20.03.1942 г. — 27.05.1942 г. | 245-й штурмовой авиационный полк                | Ил-2                          |
| 19.03.1942 г. — 29.05.1942 г. | 818-й дальний бомбардировочный авиационный полк | ДБ-3                          |
| 12.04.1942 г. — 10.06.1942 г. | 714-й ночной бомбардировочный авиационный полк  | По-2                          |

## Участие в операциях и битвах

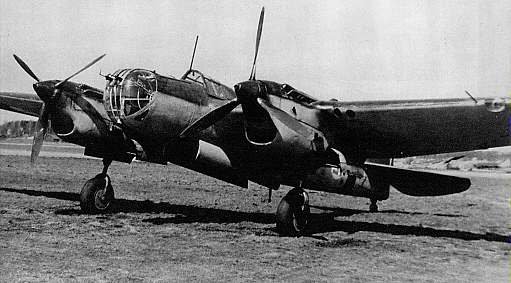
Самолет группы СБ

- авиационная поддержка частей и соединений Юго-Западного фронта
- Харьковская операция — с 12 мая 1942 года по 25 мая 1942 года